# Растительная ткань
Ткань — совокупность клеток, имеющих общее происхождение, выполняющих одну или несколько функций, занимающих свойственное им положение в организме растения, и межклеточного вещества. Органы растения образованы разными тканями.

## Классификация тканей
- Ткани делят на простые и сложные. Простыми называют ткани, состоящие из клеток более или менее одинаковых по форме и функциям. Сложные ткани состоят из клеток, разных по форме и функциям, но тесно взаимосвязанных в своих жизненных отправлениях. Пример первых — столбчатая хлоренхима, губчатая хлоренхима, колленхима, вторых — ксилема, флоэма.

- Ткани делятся на образовательные (меристема) и постоянные.
  - Образовательными называются специализированные ткани, клетки которых сохраняют длительную способность к делению, обеспечивая рост растения и отдельных его органов. С учетом положения в теле растения их делят на апикальные (или верхушечные, находятся на апексах корня и побега), интеркалярные (или вставочные, свойственны побегу — стеблю и листьям, находятся в междоузлиях и черешках) и боковые (или латеральные, представлены главным образом в осевых органах — в корне и стебле голосеменных и двудольных покрытосемянных).
  - Постоянными называют ткани, клетки которых утратили способность к делению (полностью или сохраняют её потенциально) и специализируются на выполнении других функций: защитной, запасающей, механической, проводящей и т. д. С учетом происхождения, преобладающей функции и положения в теле растения постоянные ткани, в свою очередь, делят на покровные, проводящие и основные, начало которым при первичном росте дают соответственно протодерма, прокамбий и основная меристема.

- Наряду с анатомо-физиологической существует и онтогенетическая классификация тканей, основанная на их происхождении и времени появления в процессе морфогенеза органа. По этой классификации ткани делят на первичные и вторичные.
  - Первичные меристемы ведут своё начало от первой клетки нового организма — зиготы, которым свойственна способность к делению. Они первыми формируются при заложении нового организма и обеспечивают его первичный рост. Это — верхушечные и вставочные меристемы. Те постоянные ткани, клетки которых дифференцируются из производных клеток первичной меристемы, называют первичными. К ним относят ткани: первичные покровные, первично проводящие и основные.
  - Вторичными называют меристемы, которые формируются в вегетативных органах позднее первичных и обеспечивают их вторичный рост. Это боковые меристемы — камбий и феллоген (пробковый камбий). Постоянные ткани, начало которым дали производные клетки вторичной меристемы, называют вторичными. К ним относятся вторичную покровную ткань, вторичные проводящие ткани.